# عباس صحت
عباس صحت (به ترکی آذربایجانی: Abbas Səhhət) فرزند ملّا عباس (۱۸۷۴، شاماخی - ۱۱ ژوئیه ۱۹۱۸ گنجه) شاعر و نمایش‌نامه نویس اهل جمهوری آذربایجان می‌باشد.

## زندگی
عباس صحت در یک خانوادهٔ روحانی در شهر شاماخی به‌دنیا آمد. پدر وی ملّا عباس ملای یک مکتب بود، که صحت نخستین آموزه‌های تحصیلی را نزد پدرش فراگرفت. وی در ۱۶ سالگی علاقهٔ شگرفی به ادبیات پیدا کرد، و یکی از موفق‌ترین مقلدان سروده‌های غزل حاجی سیدعظیم بود که برای تکمیل تحصیلات نزد شاعر نامی حاجی جبار ثابت رفت. وی به پیشنهاد حاجی جبار جهت ادامهٔ تحصیلات در رشته طبابت به خراسان عزیمت کرد و مشغول تحصیل در مدارس مشهد گردید. صحت به‌خاطر عدم رسیدن به خواسته‌هایش راهی تهران شد و در «مدرسه نظامی ناصریه» که از معروف‌ترین مدارس پزشکی دوران حکومتی ناصرالدین شاه بود، شش سال به تحصیل مشغول شد. وی بعد از اتمام تحصیلات موفق به اخذ گواهینامه طبابت گردید. بعد از کار کردن در شهرهای مختلف ایران، در سرای یک خان به کار طبابت پرداخت. صحت در سرای این خان مدت مدیدی دوام نیاورد و به زادگاهش شاماخی برگشت. دیری نپایید به جهت جستجوی کار به امپراطوری روسیه رفت ولی مدرکی که از ایران گرفته‌بود از طرف روس‌ها مورد قبول واقع نشد. تا اینکه عباس صحت دوباره به زادگاهش شاماخی بازگشت و در «مکتب‌خانه رشدیه» آموزگار ادبیات آذربایجانی شد.

## فعالیت ادبی
عباس صحت دوباره آغاز زندگی حرفه‌ای خود را به عنوان یک شاعر و نمایشنامه نویس جستجو کرد، وی از فعالان انقلاب ادبی سال ۱۹۰۵ میلادی بود. در زمینه موضوعات اجتماعی، غزل، ادبیات مرثیه‌گری تلاش‌های فراوانی کرده‌است. صحت در تهران زبان روسی را آموخته‌بود و با ادبیات روسیه و فرانسه آشنایی نسبی داشت. روح ادبیات فرانسوی را به ادبیات آذربایجانی تزریق کرده‌بود. به‌گونه‌ای که روزنامه «حیات» از نخستین روزهای تأسیسش با صحت همکاری می‌کرد و اشعار وی را با عنوان «تزه شعر نئجه اولمالیدیر» چاپ می‌کرد. پس از این، سایر نشریات آذربایجان نظیر «دبستان»و «مکتب» نیز مقالات صحت را چاپ می‌کردند.
در سال ۱۹۱۲ میلادی دو مورد از آثار وی با عناوین «مغرب گونش‌لری» و «سینیق ساز» منتشر شد. صحت در زمینه ادبیات منثور نیز مهارت داشت به‌گونه‌ای که وی با افتباس از ادبیات روسی آثاری نظیر «یوخسول‌لوق عیب دئییل» و «گاراگونلو حلیمه» را در سال ۱۹۱۷ به مرحلهٔ چاپ رسانید.
«وولگا سیاحتی» در ۱۸-۱۵ دفتر که یکی از معروف‌ترین رومان‌های صحت می‌باشد که جبرئیل بیگ در نقد رومان عباس صحت آن را از لحاظ مضمون و تأثیر بر خواننده اثری کم نظیر یاد کرده‌است. سبک اشعار صحت بر اشعار عاشقانه استوار بود. وی در سبک ادبی خود از مقلدان سبک شاعران کلاسیک مانند نظامی، حافظ و سعدی و شاعران معاصر به مانند توفیق فکرت بوده‌است.
نمونه آثار
عباس صحت در مقدمه کتاب «سینیق ساز» خود را در وصف حکیم نظامی عاجز شمارده و بیتی به زبان فارسی در وصف نظامی گنجوی گفته‌است:
| پیش و پسی داشت صف کبریا |
| پس شعرا آمد و پیش انبیا |

صحت در وصف یکی از هم‌رکابانش به‌نام صابر گفته‌است:
| صابر ای دوست‌داشتنی‌ترین شاعر ما   |
| شاعر توانمند و بانمک و خوش‌سخن ما |
| صابر ای ترجمان عالم و آدم        |
| ای که هر لحظه دمادم زهرنوش       |

| صابیر ائی ان سئوم‌لی شاعریمیز |
| مقتدیر، دوزلو سؤزلو شاعریمیز |
| صابیر ائی عالمِ خَلقه ترژومان  |
| ائی هر آندا کسه-کس زهر اودان |

| Sabir ey ən sevəmli şairimiz   |
| Mügtədir, duzlu sözlü şairimiz |
| Sabir ey aləme xəlgə tərjüman  |
| Ey hər anda kəsə-kəs zəhr odan |

عباس صحت یک رمان با عنوان «علی و عایشه» به صورت نسخه خطی از خود به یادگار گذاشته‌بود. در طول اشغال شاماخی توسط فدراسیون انقلابی ارمنی در آوریل سال ۱۹۱۸ رمان وی به همراه خانه‌اش مورد هجوم قرار گرفت و ویران شد، خود شاعر به همراه خانوادش به شهرستان کردامیر و بعد از آن به گنجه پناه برد تا جایی که او چند ماه بعد در تاریخ ۱۱ ژوئیه ۱۹۱۸ از سکته مغزی درگذشت.
عباس صحت از حامیان بورژوازی لیبرالیسم بود و با توجه به تربیت آکادمیک در ایران از مخالفین تودهٔ سکولاریزاسیون به‌شمار می‌رفت، که به علت عقاید خود در اوایل قرن ۲۰ام جایگاه ویژه‌ای در بین مردمان آذربایجانی پیدا کرده‌بود. طرز تفکر وی به ترویج به یک ایده متوسط در بین تمام مسلمانان غربی بدل شده‌بود. او برخی از بهترین قطعات شعر خود را به انقلاب مشروطه ایران اختصاص داده شده‌است، که در آن او خود را به عنوان یک شاعر واقع‌گرا ارائه کرده‌است.